# Изгрев (Шуменская область)
Изгрев (болг. Изгрев) — село в Болгарии. Находится в Шуменской области, входит в общину Венец. Население составляет 891 человек.

## Политическая ситуация
В местном кметстве Изгрев, в состав которого входит Изгрев, должность кмета (старосты) исполняет Ерджан Тефик Мюстеджеб (Движение за права и свободы (ДПС)) по результатам выборов.
Кмет (мэр) общины Венец — Нехрибан Османова Ахмедова (Движение за права и свободы (ДПС)) по результатам выборов.